# جافربيغي عليا (مقاطعة دلفان)
جافربيغي عليا (بالفارسية: جافربیگی علیا) هي قرية تقع في قسم خاوة الجنوبي الريفي (مقاطعة دلفان) في إيران. يقدر عدد سكانها بـ 75 نسمة بحسب إحصاء 2016.